# Koelreuteria elegans
Koelreuteria elegans là một loài thực vật có hoa trong họ Bồ hòn. Loài này được (Seem.) A.C. Sm. mô tả khoa học đầu tiên năm 1952.

## Hình ảnh

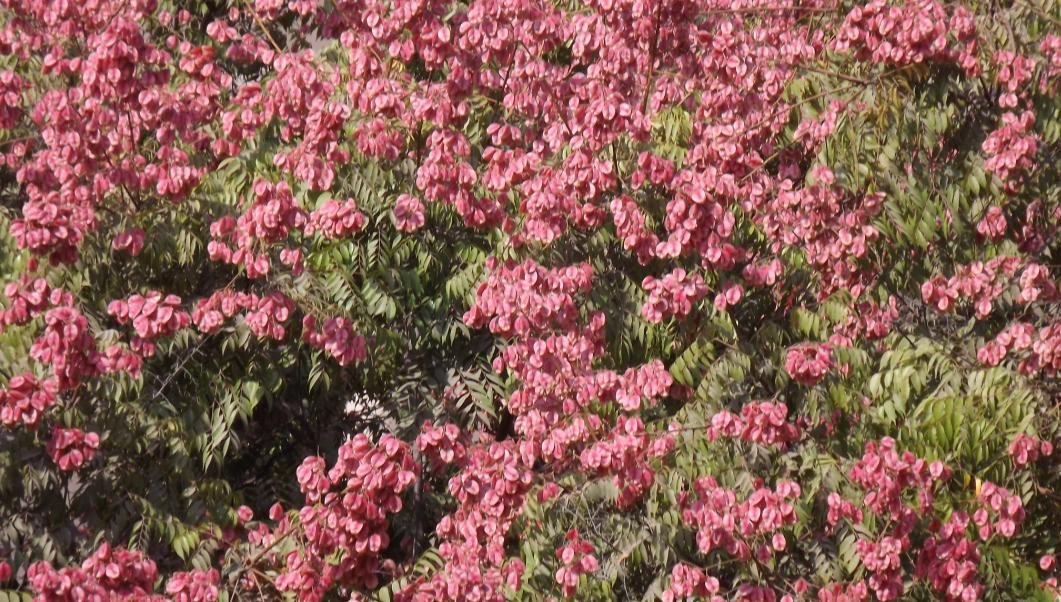
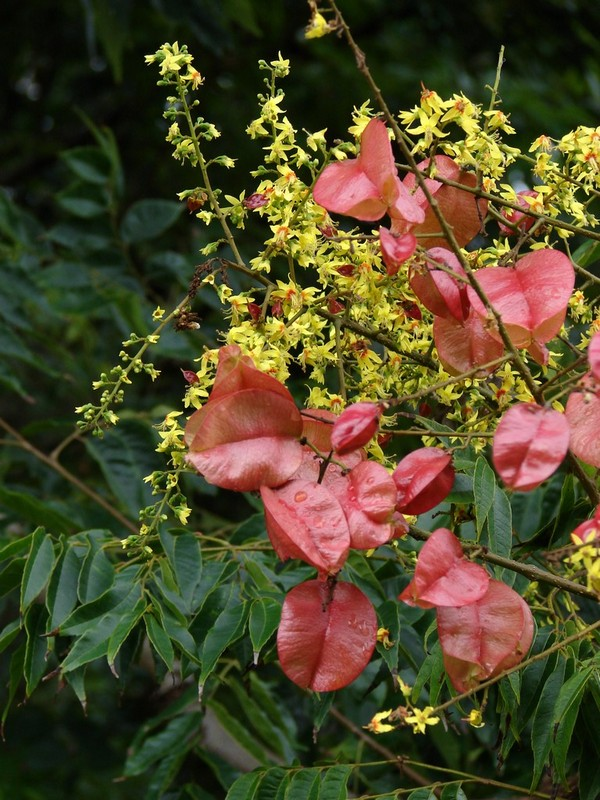
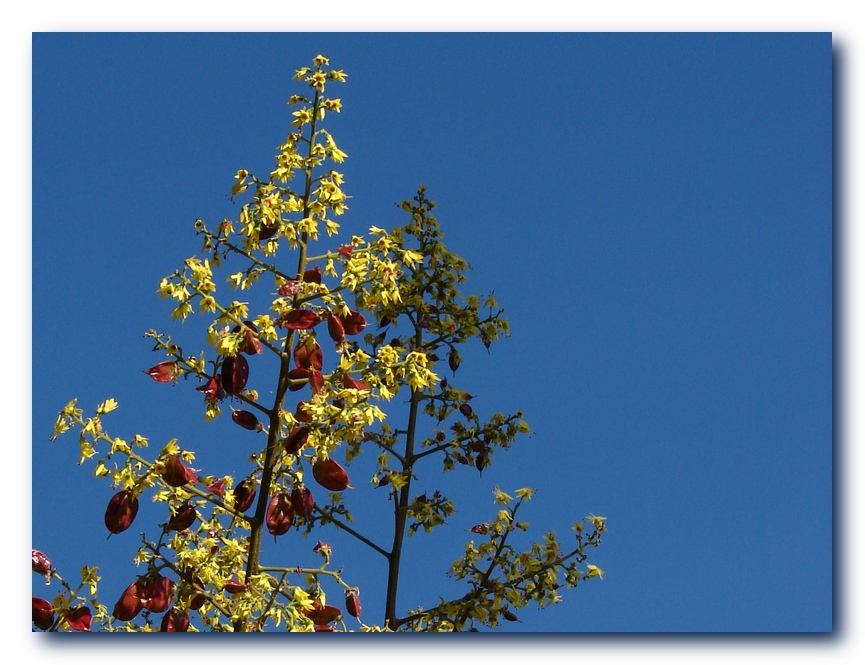
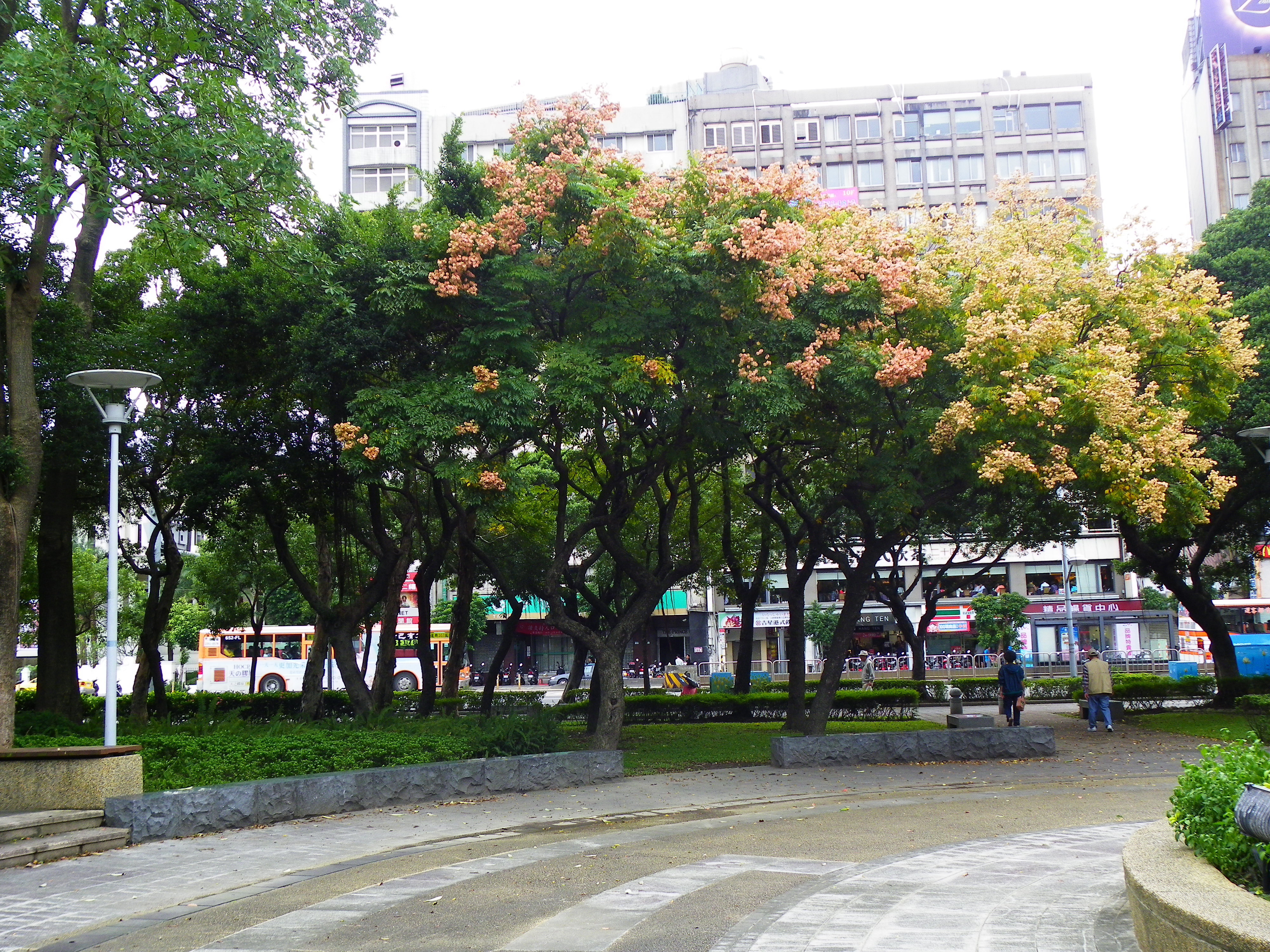